# International Dendrology Society
Die International Dendrology Society ist ein Verein mit Sitz in Herefordshire, Großbritannien.
Zweck ist die Erforschung aber auch die Freude an Bäumen und anderen Gehölzen zu fördern, Dendrologen aus aller Welt zusammenzubringen und seltene und gefährdete Arten weltweit zu schützen und zu erhalten. Der Verein wurde 1952 von Robert und Georges de Belder, Gerd Krüssmann und Jacques Lombarts als International Dendrology Union gegründet. Bei der ersten Mitgliederversammlung im September 1952 nahmen 50 Mitglieder aus fünf Ländern teil. 1965 wurde der Name des Vereins auf International Dendrology Society geändert. Etwa zur gleichen Zeit wurde ein Komitee zur Organisation von Reisen und ein Komitee für Wissenschaft und Bildung gegründet, das Symposien veranstaltet, ein Samen-Austauschprogramm begründete, Stipendien für vielversprechende Studenten aus Entwicklungsländern gewährt und Auszeichnungen an Arboreten vergibt. 1994 wurde die Dendrology Charitable Company gebildet, die karitativ tätig ist. 2012 hatte der Verein 1500 Mitglieder aus 50 Staaten.
Symposien zu folgenden Themen wurden durch den Verein organisiert:
- Pines and Dwarf conifers (Kiefern und Zwergkoniferen, durchgeführt 1985)
- Quercus (Eichen, 1988)
- Acer (Ahorne, 1989)
- Betula (Birken, 1992)
- Temperate trees under threat (Gefährdete Bäume der gemäßigten Klimazone, 1994)
- Magnolia (Magnolien, 1996)
- Conifers (Koniferen, 1999)
- Araucariaceae (Araukarien, 2002)